# Catedral de Gamla Uppsala

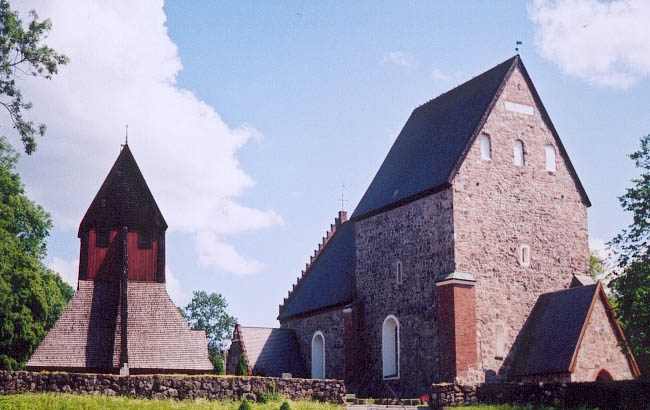
La iglesia, desde el oeste, con el campanario a la derecha.

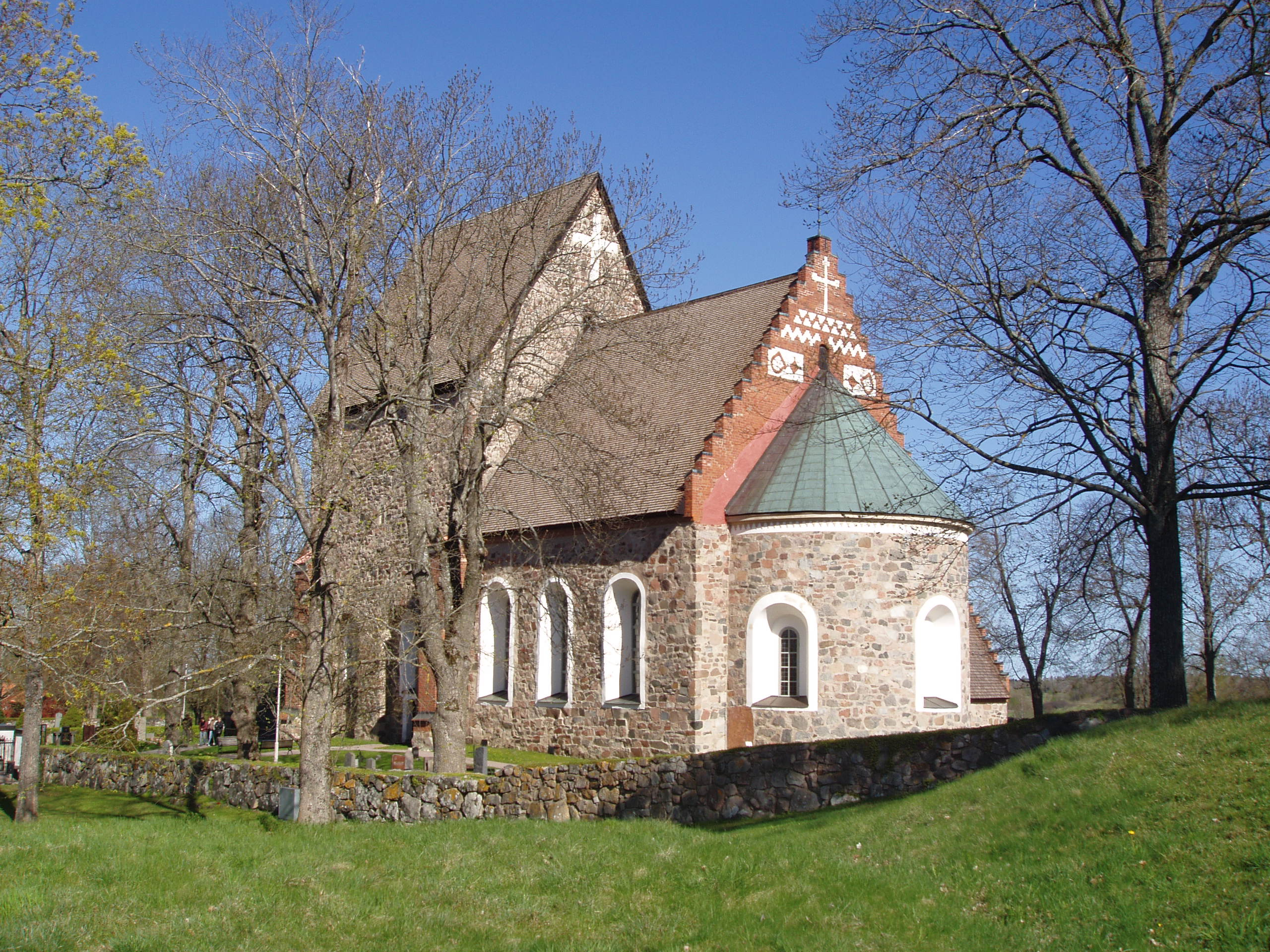
La iglesia, desde el este, con el ábside y el piñón escalonado del coro.

La catedral de Gamla Uppsala (en sueco: Gamla Uppsala kyrka) fue la primera catedral de Upsala, en Suecia, antes de que la ciudad fuera cambiada a su emplazamiento actual. Es un templo románico cuya construcción inició en el siglo XII y quedó terminada en la primera mitad del siglo XIII. Actualmente es una iglesia parroquial luterana de la Iglesia de Suecia.
La catedral pudo haber sido erigida sobre el un templo nórdico pagano, nombrado por Adán de Bremen como Templo de Upsala alrededor de 1076. Los datos que apoyan esa posibilidad son las descripciones del mismo Adán de Bremen; la localización de la iglesia junto a los montículos reales de los antiguos reyes suiones, y las excavaciones arqueológicas. Al ser Upsala el último bastión de los reyes paganos, fue convertida en obispado, trasladándose la sede desde Sigtuna. En 1164 la ciudad fue elevada al rango de arzobispado.

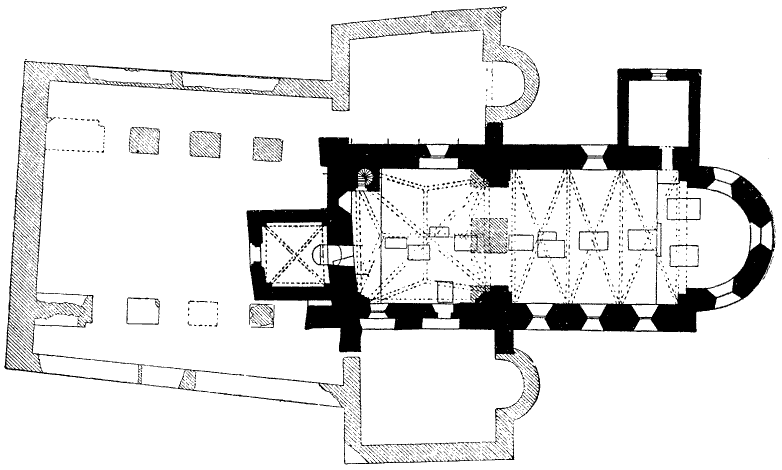
Planta original de la iglesia, con la planta actual resaltada en negro.

Es una iglesia de granito con algunos ormanentos de ladrillo. Consiste de una torre central mutilada y un coro con ábside, que son los remanentes de una construcción mayor.
Originalmente su planta era de cruz latina, con triple nave y un transepto con ábsides en ambos brazos. El campanario exterior del norte, la sacristía, en el costado norte del coro, y el porche, en el costado occidental, son construcciones posteriores.
Poco después de haber sido concluida, fue dañada por un incendio en la década de 1240. En el inventario actual se conservan algunas piezas de madera del siglo XII, como un crucifijo que se localizaba en el arco triunfal.
Alrededor de 1273 se trasladó la sede episcopal a Östra Aros, a donde se trasladó también el nombre de la ciudad, Upsala, y donde se había construido la nueva catedral. La vieja catedral fue degradada a iglesia parroquial. Durante el siglo XV fueron derribados la nave y el transepto. Desde entonces, es la iglesia de la parroquia de Gamla Uppsala. El coro es utilizado como nave y el ábside como presbiterio.